# Bugenwilla gładka

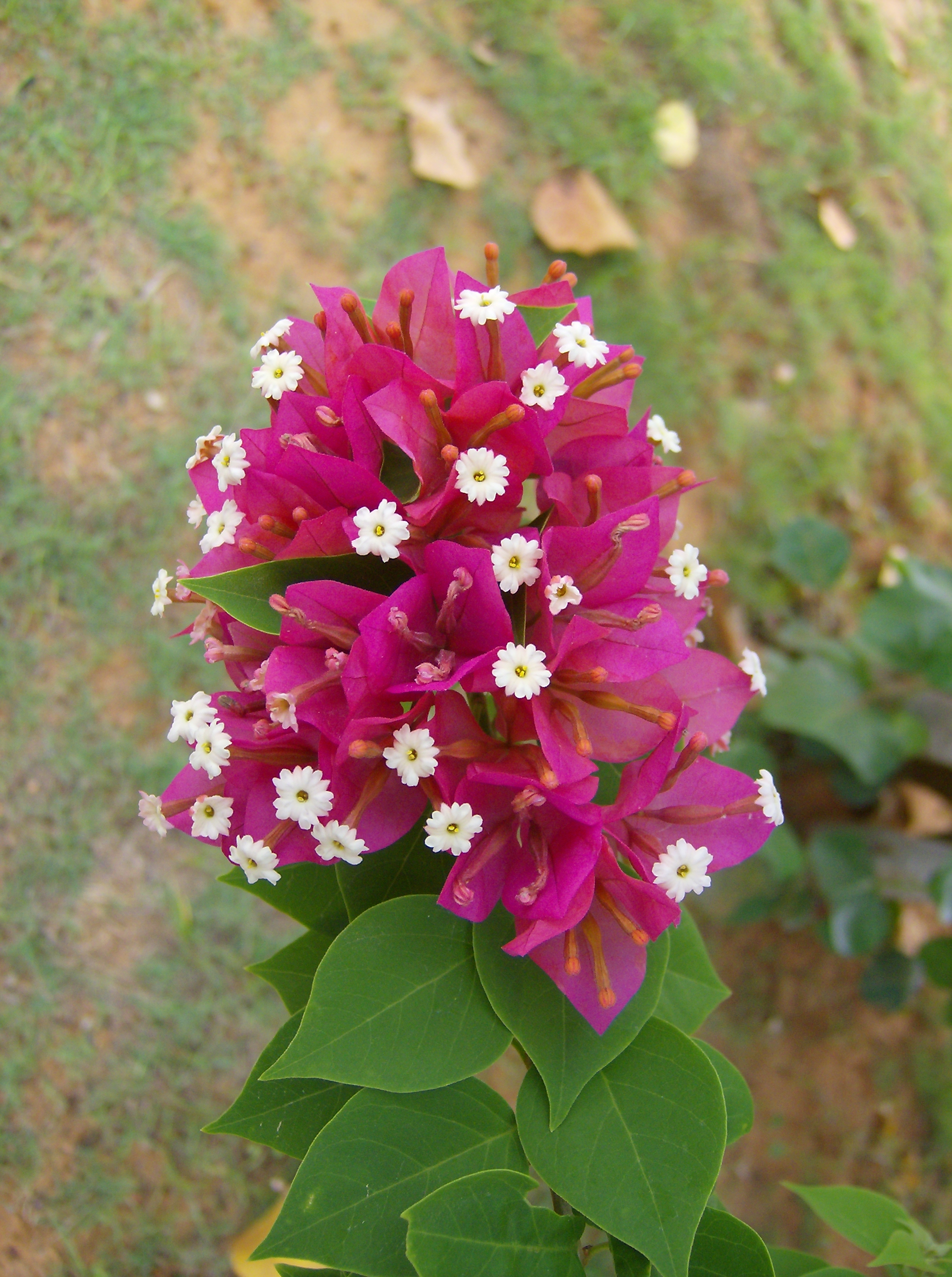
Odmiana ozdobna w doniczce

Bugenwilla gładka, kącicierń gładki (Bougainvillea glabra) – gatunek rośliny z rodziny nocnicowatych. Pochodzi z Brazylii, jest uprawiany w wielu krajach świata.

## Morfologia
Dziko rosnąca forma typowa to krzew o wysokości 4-5 m, posiadający cierniste pędy (uprawiane odmiany ozdobne nie mają cierni). Liście owalnego kształtu. Kwiaty niepozorne bladożółtego koloru otoczone okazałymi błyszczącymi podsadkami kwiatowymi w kolorze intensywnie różowym. Podsadki te imitują kwiat i służą jako powabnia dla owadów oraz w późniejszym okresie jako aparat lotny dla owoców. Owocem jest orzeszek otoczony resztką okwiatu.

## Zastosowanie
Ze względu na swoje bardzo obfite kwitnienie jest uprawiana jako roślina ozdobna. W Polsce ze względu na klimat może być uprawiana tylko w oranżeriach lub w mieszkaniach w pojemnikach jako roślina pokojowa. Możliwa jest uprawa bonsai w zamkniętych pomieszczeniach. Roślina kwitnie bardzo długo, zazwyczaj przez całe lato. W uprawie doniczkowej w mieszkaniach jej żywotność wynosi ok. 5 lat, gdyż później nadmiernie drewnieje i słabo kwitnie, ale w oranżeriach może żyć 25-30 lat.

## Uprawa
- Wymagania. Jest dość trudna w uprawie. Potrzebuje bardzo dużo światła, więc w mieszkaniach należy ją trzymać na parapecie południowego okna. Gleba powinna być próchniczna, żyzna i stale wilgotna, jednak przy nadmiarze wilgoci roślina gubi liście i więdnie. Jest wapieniolubna, więc do podlewania dobra jest twarda woda wodociągowa. W okresie spoczynku zimowego lepiej trzymać ją w chłodniejszym pomieszczeniu (jednak nie mniej niż 7 °C). Traci wówczas liście, ale wiosną znów je odnawia. W niezbyt dużych, przyciasnych doniczkach silniej kwitnie, niż w dużych.
- Zabiegi uprawowe. Uprawia się ją w doniczkach przy paliku lub pałąku. Aby nadmiernie się nie rozrastała przycina się zbyt wybujałe pędy. Co roku na wiosnę przesadza się do większych doniczek. Co dwa tygodnie dokarmia się połową zalecanej dawki nawozów wieloskładnikowych. Przed kwitnieniem zrasza się wodą. W czasie kwitnienia już nie, aby jednak roślina miała wystarczającą wilgotność, ustawia się doniczkę w pojemniku z wilgotnym torfem lub na kamieniach w podstawce z wodą. Czyszczenie liści jest zbyteczne, nie nabłyszcza się ich też.
- Rozmnażanie. Przez sadzonki z młodych pędów, jednak jest to trudne. Z tego też względu zazwyczaj kupuje się sadzonki wyhodowane przez specjalistów i sprzedawane zwykle w okresie kwitnienia.
- Choroby i szkodniki. Bugenwille rzadko chorują. Najczęściej są atakowane przez robaki glebowe, mszyce i niektóre larwy motyli, dla których są pożywieniem.